# Aj
Aj je bio faraon 18. dinastije u Drevnom Egiptu.

## Ajevo služenje Amenhotepu III.
Aj je bio rođen u bogatoj obitelji koja je već dugo vremena služila faraonima. Aj je prvotno bio savjetnik Amenhotepa III., no htio je veću moć i vlast pa je pokušavao biti što bolji savjetnik faraonu. Faraon je to zapazio te ga je unaprijedio na mjesto vezira. Aju to još nije bilo dovoljno pa je nagovorio faraona Amenhotepa III. da se sklopi brak između Ajeve kćeri Nefertiti i Amenhotepovog sina princa Amenhotepa. Amenhotep je pristao te su Nefertiti i princ Amenhotep oženjeni. Amenhotep je tada već bio vrlo star te je ubrzo umro, a nasljedio ga je njegov sin princ Amenhotep.

## Ajevo služenje Eknatonu
Aj je poslije smrti Amenhotepa III. ostao na mjestu vezira samo što je sada služio Amenhotepu IV. Amenhotep IV. je ubrzo promijenio ime u Eknaton te je promijenio egipatsku religiju iz politeističke u monoteističku - smio se štovati samo jedan bog, a to je bio sunčev disk Aton. Aj je odmah prihvatio faraonovu novu vjeru samo kako ne bi izgubio utjecaj i vlast. Aj je sada bio i punac faraona Eknatona. Aj je bio vezir sve do smrti faraona Eknatona, no nije imao važnu ulogu u njegovoj vladavini jer je Eknaton svu vlast preuzeo u svoje ruke.

## Ajevo služenje Tutankhamonu
Poslije smrti faraona Eknatona uslijedila je kratka vladavina Smenkarea o kojoj se malo zna. Poslije Smenkarea na vlast je došao dječak Tutankhamon. Aj je zapravo vladao Egiptom jer donosio važne odluke za Egipat koje je Tutankamon prihvaćao jer je još bio dijete pa se nije razumio u vlast. Aj je tako vladao iz sjene devet godina do Tutankamonove smrti. Neki misle da je Aj ubio Tutankhamona čije je smrt bila pod vrlo čudnim okolnostima. 

## Ajevo vladanje
Aj se na vlasti se održao samo četiri godine (vjerojatno 1324. – 1320. pr. Kr. ili 1327. – 1323. pr. Kr.), Napokon je dobio što je želio - najveću vlast u Egiptu, no tada je već bio vrlo star pa mu to više nije toliko značilo. Tutankamona je pokopao s velikim blagom ne zato što je bio dobar vladar negozato što je Aj htio pokazati svoju moć i bogatstvo. Aj je oženio Ankhesenamun Tutankamonovu udovicu i Nefertitinu kćer. Ankhesenamun je imala 18 godina, a Aj 60, no njemu ta razlika u godinama i to što su u bliskom srodstvu nije smetalo. Poslije Ajeve smrti njegov nasljednik Horemheb je uništio sve spomenike vezane uz Aja.

## Ajeva grobnica
Aj je za vrijeme vladavine Eknatona napravio sebi grobnicu u Sakari sljedeći primjer ostalih visokih službenika. Ta grobnica nikada nije korištena jer se poslije Eknatonove smrti vratila vjera u sve egipatske bogove pa je Aj napravio sebi novu grobnicu u Dolini kraljeva. Njegova mumija još nije pronađena.